# Habropoda salviarum
Habropoda salviarum är en biart som beskrevs av Cockerell 1898. Habropoda salviarum ingår i släktet Habropoda och familjen långtungebin. Inga underarter finns listade i Catalogue of Life.